# Jan Rozkošný
Jan Rozkošný (19. října 1855 Křenovice – 27. března 1947 Brno) byl český národohospodář a politik ze střední Moravy působící za Rakouska-Uherska i za Československa, původně zemský a říšský poslanec staročeské Moravské národní strany (od roku 1907 za agrárníky), později agrárnický senátor Národního shromáždění ČSR. Zasloužil se o rozvoj zemědělských spolků a školství na Moravě.

## Biografie
Pocházel z rolnické rodiny. Vystudoval hospodářskou školu v Přerově v roce 1869. Od roku 1873 působil na statku v Křenovicích. Angažoval se v rozvoji moravského zemědělství a zemědělského školství. V Křenovicích roku 1879 (podle jiného zdroje 1887) založil pokračovací zemědělské kurzy pro venkovskou mládež (první vzdělávací zařízení tohoto typu v celém Rakousku-Uhersku). Spoluzakládal rolnický hospodářský spolek pro okresy Kojetín a Přerov, později i celomoravský svaz českých rolnických družstev. Podílel se na založení rolnické továrny na umělá hnojiva a lučebniny v Přerově v roce 1894, rolnického cukrovaru v Němčicích roku 1910 a akciové rolnické strojnické továrny E. Kokora v Přerově.
Aktivní byl po více než půl století i v politickém životě. V roce 1882 se stal starostou rodných Křenovic. Od roku 1898 po dvacet let zastával post předsedy české sekce zemské školské rady na Moravě. V doplňovacích volbách roku 1886 byl zvolen na Moravský zemský sněm za kurii venkovských obcí, obvod Kojetín, Přerov. Zvolen byl 2. července 1886. Mandát zde obhájil v zemských volbách roku 1890, zemských volbách roku 1896, zemských volbách roku 1902 a zemských volbách roku 1906. V zemských volbách roku 1913 byl zvolen za městskou kurii, obvod Kojetín, Přerov.
Od roku 1887 zasedal na rakouské Říšské radě (celostátní parlament) za staročeskou Moravskou národní stranu . Do vídeňského parlamentu nastoupil 11. března 1887 po doplňovacích volbách místo Františka Aloise Šroma. Reprezentoval kurii venkovských obcí, obvod Uherské Hradiště, Holešov atd. Mandát obhájil za stejný obvod ve volbách do Říšské rady roku 1891, volbách do Říšské rady roku 1897, volbách do Říšské rady roku 1901, volbách do Říšské rady roku 1907 a volbách do Říšské rady roku 1911 (v posledně dvou jmenovaných volbách konaných již podle rovného práva, bez kurií, byl zvolen za obvod Morava 013). Ve vídeňském parlamentu zasedal do roku 1918.
Na Říšské radě je v roce 1890 uváděn jako člen Českého klubu, který tehdy sdružoval staročeské, moravské a velkostatkářské křídlo české reprezentace. Zpočátku byl členem Moravské národní strany (staročeské). Po volbách v roce 1907 a 1911 se již uvádí jako člen parlamentního Klubu českých agrárníků. Navíc měl i širší podporu. Například po zemských volbách na Moravě v roce 1906 získal podporu pro zvolení do Moravského zemského výboru, přičemž za ním stála nejen staročeská strana, ale i katolický blok.
Setrvale se politicky angažoval i v Československé republice. V parlamentních volbách v roce 1920 získal za agrárníky senátorské křeslo v Národním shromáždění. Mandát obhájil v parlamentních volbách v roce 1925 a parlamentních volbách v roce 1929. V senátu zasedal do roku 1935. Profesí byl rolníkem a členem českého odboru zemědělské rady, bytem v Křenovicích u Kojetína. V roce 1926 získal čestný doktorát na Vysoké škole technické v Brně.